# Rainham (Kent)
Rainham is een plaats in het bestuurlijke gebied Medway, in het Engelse graafschap Kent. De plaats telt 6394 inwoners.

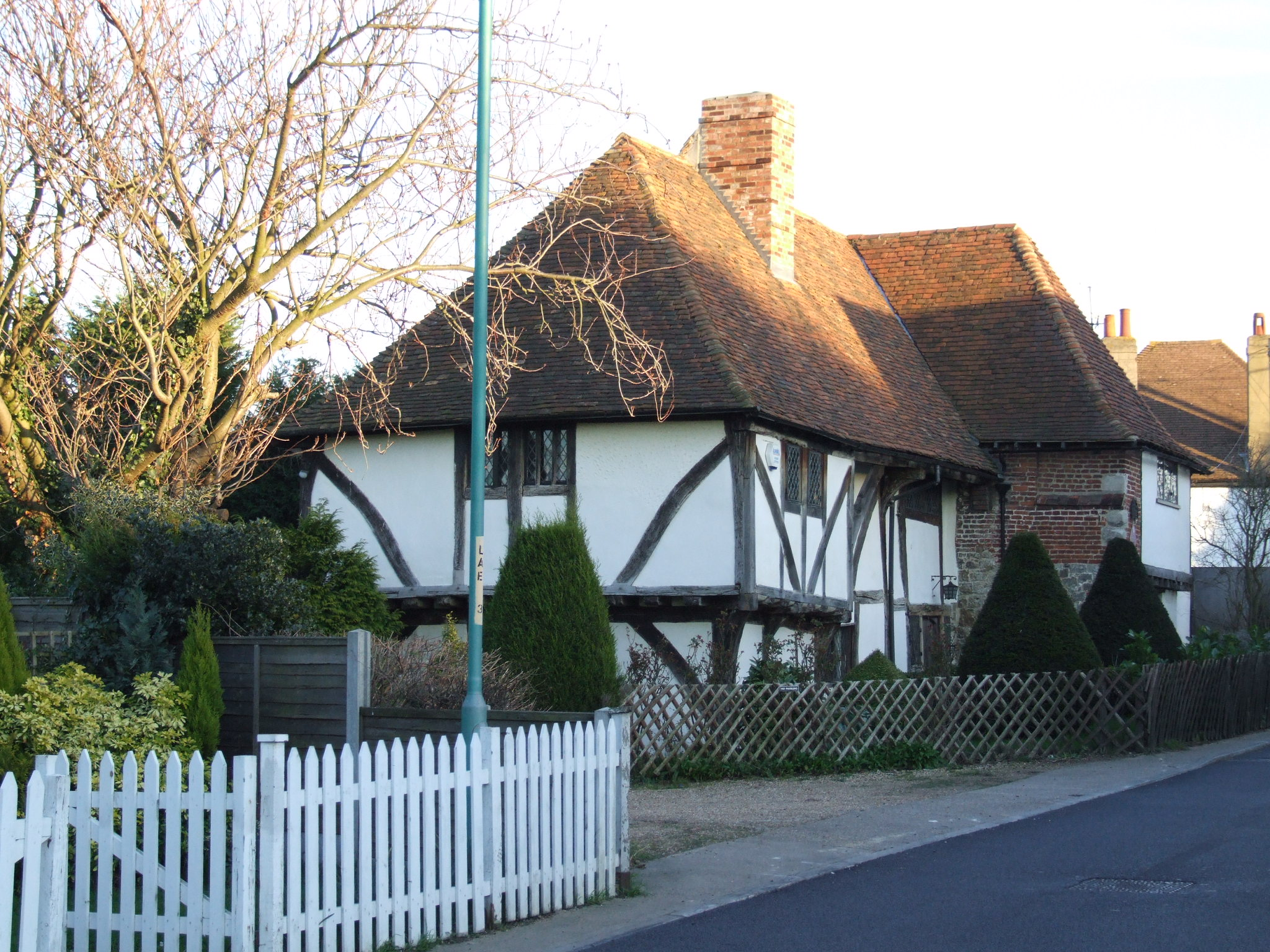
Lower Rainham

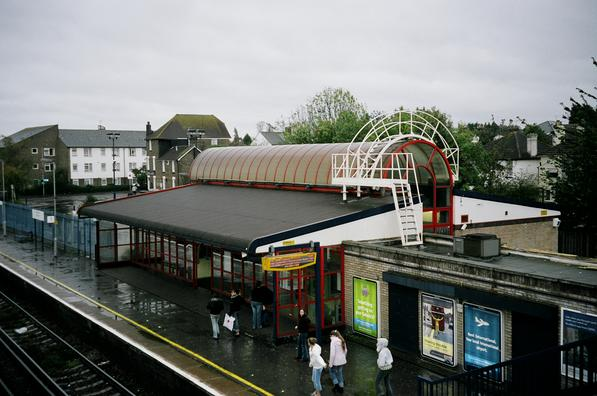
Treinstation van Rainham

## Geboren in Rainham
- Martin France (1964-2024), jazzdrummer